# Proprioseiopsis scurra
Proprioseiopsis scurra är en spindeldjursart som först beskrevs av Wainstein och Beglyarov 1971.  Proprioseiopsis scurra ingår i släktet Proprioseiopsis och familjen Phytoseiidae. Inga underarter finns listade i Catalogue of Life.